# Liste der Monuments historiques in L’Isle-en-Dodon
Die Liste der Monuments historiques in L’Isle-en-Dodon führt die Monuments historiques in der französischen Gemeinde L’Isle-en-Dodon auf.

## Liste der Bauwerke
| Bezeichnung                               | Beschreibung              | Standort | Kennzeichnung | Schutzstatus | Datum | Bild           |
| ----------------------------------------- | ------------------------- | -------- | ------------- | ------------ | ----- | -------------- |
| Glockenturm und Chor der Kirche St-Adrien | Erbaut im 14. Jahrhundert | (Lage)   | PA00094354    | Classé       | 1907  | weitere Bilder |